# The Class
La Clase (The Class) es una serie de televisión estadounidense que debutó en septiembre de 2006 y finalizó en marzo de 2007. La serie fue oficialmente cancelada el 15 de mayo de 2007 sin previo aviso, por lo que ha dejado algunas tramas sin solución e incompletas.

## Lista de episodios

### Primera temporada
- 1. "The Class Reunites (a.k.a. Pilot)" (Piloto)
- 2. "The Class Visits a Hospital"
- 3. "The Class Learns About Hurricanes"
- 4. "The Class Blows the Whistle"
- 5. "The Class Gets Frozen Yogurt"
- 6. "The Class Goes Trick-or-Treating"
- 7. "The Class Goes to a Bar"
- 8. "The Class Celebrates a Birthday"
- 9. "The Class Gives Thanks"
- 10. "The Class Runs Into a Convenience Store"
- 11. "The Class Celebrates an Anniversary"
- 12. "The Class Visits a Bad Neighborhood"
- 13. "The Class Hits It"
- 14. "The Class Has to Go to a Stupid Museum"
- 15. "The Class Eats Moroccan Chicken"
- 16. "The Class Has a Snow Day"
- 17. "The Class Springs a Leak"
- 18. "The Class Rides a Bull"
- 19. "The Class Goes Back to the Hospital